# Mammiferi scoperti nel XXI secolo
Nonostante i mammiferi, rispetto ad altri gruppi animali, siano ben conosciuti, gli scienziati continuano ancora a scoprire nuove specie. Questo elenco comprende le specie di mammiferi scoperte o rese note al pubblico nel 2000 o in seguito. Non vengono elencate le sottospecie scoperte in questo lasso di tempo, così come le specie ritenute estinte ma riscoperte in seguito.
Inoltre, non sono incluse le specie estintesi in tempi preistorici e scoperte sotto forma di fossili.

## Marsupiali
A partire dal 2000, sono state scoperte almeno cinque specie di marsupiali:
- Cryptonanus ignitus - opossum dal ventre rosso
- Microperoryctes aplini - bandicoot pigmeo dell'Arfak
- Philander deltae
- Philander mondolfii
- Trichosurus caninus - tricosuro canino[1]

## Proboscidati
Nel 2001, alcune prove genetiche hanno dimostrato che l'elefante africano (Loxodonta africana), un tempo ritenuto una singola specie, ne comprenda in verità due, dato che il più piccolo elefante di foresta africano è in effetti una specie distinta (Loxodonta cyclotis). Il nome L. africana viene ora attribuito all'elefante di boscaglia africano (Loxodonta africana, precedentemente Loxodonta africana oxyotis). Per la precisione, questa non sarebbe una nuova scoperta vera e propria, ma semplicemente il frutto di una revisione tassonomica alternativa, dato che il cyclotis era già noto al pubblico, ma solo come sottospecie (Loxodonta africana cyclotis).

## Xenartri
Il bradipo pigmeo (Bradypus pygmaeus) è stato classificato solo nel 2001, dopo la sua scoperta nelle paludi di mangrovie dell'Isla Escuda de Veraguas, una piccolissima isola al largo della costa occidentale di Panama. Pesa il 40% in meno dei bradipi continentali, è più piccolo del 20% ed è provvisto di una caratteristica frangia di lunghi peli.

## Primati
A partire dal 2000, sono state descritte almeno 25 nuove specie di primati, 16 lemuri e 9 di scimmie:
- Avahi cleesei - avahi di Bemaraha[4]
- Avahi unicolor - avahi di Sambirano[5]
- Cacajao ayresii - uakari di Ayres[6]
- Callicebus aureipalatii - callicebo Goldenpalace.com[7]
- Callicebus bernhardi - callicebo del principe Bernardo[8]
- Callicebus stephennashi - callicebo di Stephen Nash[8]
- Callithrix acariensis - uistitì del Rio Acari[9]
- Callithrix manicorensis - uistitì di Manicore[9]
- Cebus queirozi - cebo dorato[10]
- Cercopithecus lomamiensis - lesula[11]
- Cheirogaleus adipicaudatus - chirogaleo a coda grassa meridionale
- Cheirogaleus crossleyi - chirogaleo di Crossley
- Cheirogaleus minusculus - chirogaleo grigio minore
- Cheirogaleus ravus - chirogaleo grigio maggiore
- Cheirogaleus sibreei - chirogaleo di Sibree
- Lepilemur seali - lepilemure di Seal[12]
- Macaca munzala - macaco d'Arunachal[13]
- Microcebus berthae - microcebo di Madame Berthe[14]
- Microcebus lehilahytsara - microcebo di Goodmam[14]
- Microcebus sambiranensis - microcebo di Sambirano[14]
- Microcebus tavaratra - microcebo rosso settentrionale[14]
- Mirza zaza - microcebo gigante settentrionale[14]
- Rungwecebus kipunji - cercocebo dell'altopiano[15]
- Trachypithecus popa - popa langur[16]

## Lagomorfi
Nel XXI secolo sono state descritte scientificamente tre nuove specie di lagomorfi:
- Nesolagus timminsi - coniglio striato annamita[17]
- Ochotona nigritia - pica nero
- Sylvilagus varynaensis - coniglio di pianura venezuelano[18]

## Roditori
Ogni anno viene descritto un gran numero di roditori:
- Akodon philipmyersi
- Apomys camiguinensis[19]
- Bullimus gamay[19]
- Brucepattersonius guarani[20]
- Brucepattersonius misionensis[20]
- Brucepattersonius paradisus[20]
- Ctenomys paraguayensis
- Eliurus danieli
- Isothrix barbarabrownae
- Laonastes aenigmamus[21]
- Lophuromys angolensis
- Mesomys occultus
- Mus cypriacus
- Mus fragilicauda[22]
- Neacomys minutus
- Neacomys musseri
- Oryzomys andersoni[23]
- Peromyscus schmidlyi
- Pipanacoctomys aureus[24]
- Reithrodontomys bakeri[25]
- Rhagomys longilingua[26]
- Salinoctomys loschalchalerosorum[24]
- Rhipidomys gardneri
- Tonkinomys daovantieni

## Chirotteri
A partire dal 2000 sono state descritte almeno 30 nuove specie di pipistrelli, diffuse perlopiù nell'emisfero australe:
- Carollia colombiana[27]
- Carollia sowelli[28]
- Chaerephon jobimena[29]
- Epomophorus anselli[30]
- Glauconycteris curryae
- Hipposideros khaokhouayensis[31]
- Hipposideros khasiana[32]
- Hipposideros scutinares[33]
- Kerivoula kachinensis[34]
- Micronycteris matses
- Murina harrisoni[35]
- Myotis alcathoe
- Myotis annamiticus
- Myotis dieteri[36]
- Nyctophilus nebulosus[37]
- Paranyctimene tenax[38]
- Pipistrellus hanaki[39]
- Plecotus alpinus[40] /[41]
- Plecotus balensis
- Plecotus sardus[42]
- Pteralopex flanneryi[43]
- Pteralopex taki
- Rhinolophus maendeleo
- Rhinolophus sakejiensis
- Rhinolophus ziama[44]
- Rousettus linduensis[45]
- Saccopteryx antioquensis
- Scotophilus marovaza[46]
- Sturnira mistratensis

## Cetartiodattili
Dal 2000, sono state descritte alcune nuove specie di cetartiodattili: di queste, tre sono di artiodattili veri e propri;
- Moschiola kathygre - tragulo di Raffles[47]
- Muntiacus rooseveltorum - muntjac di Roosevelt[48]
- Pecari maximus - pecari di foresta gigante[49]

ed altrettante sono di cetacei;
- Balaenoptera omurai[50]
- Mesoplodon perrini - mesoplodonte di Perrin
- Orcaella heinsohni - orcella australiana[51]

Inoltre, la balena franca boreale, un tempo ritenuta una singola specie, è stata suddivisa in due specie, quella del Pacifico (Eubalaena japonica) e quella dell'Atlantico (Eubalaena glacialis).

## Carnivori
- Bassaricyon neblina -olinguito Helgen, 2013[52]

Sono inoltre state descritte alcune nuove sottospecie di specie note in precedenza. Inoltre, è stata proposta una tassonomia alternativa per il leopardo nebuloso, secondo la quale il taxon diardi, un tempo ritenuta una sottospecie di Neofelis nebulosa, viene considerato una specie a sé stante, il leopardo nebuloso del Borneo (Neofelis diardi).